# 1-es villamos (Île-de-France)
Az Île-de-France 1-es villamosvonal (röviden T1) egy villamosvonal Párizs külvárosában. A vonalat a Autonomous Operator of Parisian Transports (RATP) üzemelteti. Naponta 115 ezer, évente mintegy 30 millió utas utazik a vonalon. Jelenlegi 17 km-es hosszát több hosszabbítással érte el, a legutóbbi szakaszát 2012. november 15-én adták át.